# Elektronisches Laborbuch

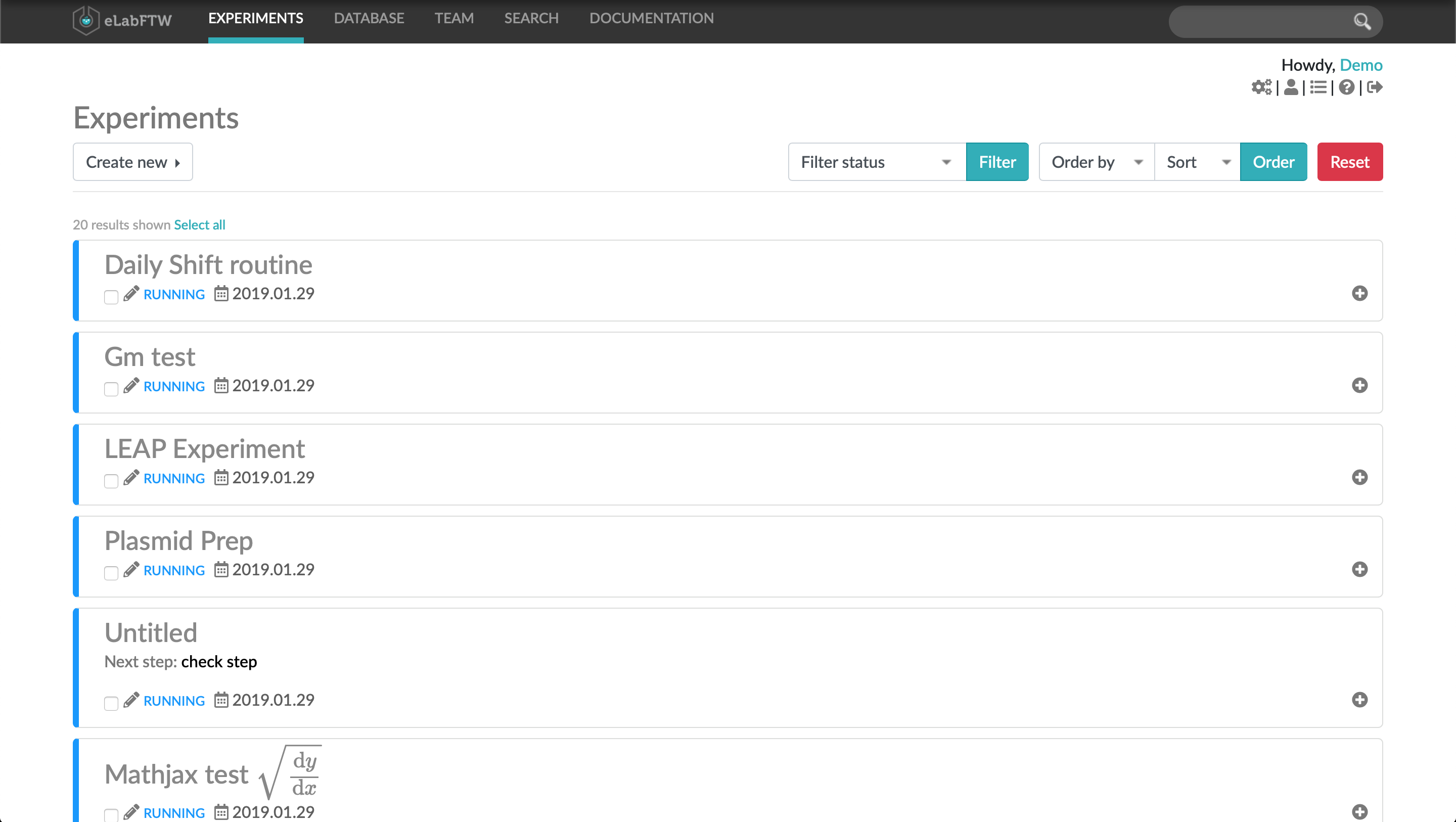
Screenshot der Nutzeroberfläche der eLabFTW-Installation der offiziellen Demo-Seite. Es sind fiktive Einträge von Experimenten in einer Liste zu sehen.

Ein elektronisches Laborbuch (kurz ELB oder auch elektronisches Laborjournal) ist ein Laborjournal, welches mit Hilfe einer dafür vorgesehenen Software (etwa auf einem Notebook oder einem Tabletcomputer) digital erstellt und abgerufen wird. Ein elektronisches Laborbuch hat den Anspruch, ein handschriftliches oder ausgedrucktes Laborjournal zu ersetzen. Ebenso wie ihre analogen Vorbilder, werden elektronische Laborbücher zur Dokumentation der Planung, Durchführung und Auswertung von wissenschaftlichen Experimenten verwendet.
Der Gedanke, die Informationen eines Labors elektronisch, also computergestützt zu verwalten, geht bis in die 1980er Jahre zurück.

## Voraussetzungen
Minimale Voraussetzung zur Nutzung eines elektronischen Laborbuchs ist der Zugang zu einem entsprechenden Endgerät, das kompatibel mit der gewählten Software ist. Da viele dieser Software-Systeme Zugang über eine Web-Oberfläche geben, entfallen damit weitere Voraussetzungen, neben einem aktuellen Webbrowser.

## Typen von elektronischen Laborbüchern
Es wird zwischen drei verschiedenen Arten elektronischer Laborbücher unterschieden:
1. Allgemeine Systeme, wie zum Beispiel Software zur Textverarbeitung oder Notiz-Software
2. Dedizierte Systeme zur Verwaltung elektronischer Laborbücher
3. Spezialisierte Systeme zur Verwaltung elektronischer Laborbücher in einer bestimmten Wissenschaftsdisziplin

## Funktionen und Kritik
Neben den Funktionen analoger Laborjournale bieten viele elektronische Laborbücher noch Zusatzfunktionen. Dazu gehört beispielsweise der Zugriff auf Daten und Ergebnisse mittels Suchmasken und durch andere Mitarbeiter oder externer Kollaborationspartner. Da viele elektronische Laborjournale Zugriff über das Internet und damit mobile Endgeräte ermöglichen, bieten sie weiterhin in einem dezentralen Arbeitsumfeld Vorteile. Auch das Hinterlegen von Inventar- oder Chemikalienlisten ist häufig möglich. Dadurch kann beispielsweise der Nutzen einzelner Verbrauchsmaterialien überwacht werden. Ein Verknüpfen mit Geräten im Labor kann zusätzlich zu einem verlustfreien Datenübertrag und einem unkomplizierten Zusammenführen verschiedener Messdaten führen. Auch ein vereinfachtes Datenmanagement ist möglich. Durch einen webbrowserbasierten Zugriff wird außerdem eine gewisse Plattformunabhängigkeit geschaffen. Einzelne Anbieter bieten zudem Einträge per Sprachsteuerung (natural language processing), um notwendige Aufzeichnungen ohne manuelle Tätigkeit zu ermöglichen.
Ein weiterer wichtiger Punkt ist die Sicherheit. Zum einen bieten elektronische Laborjournale durch Passwortschutz eine erhöhte Sicherheit gegenüber physischem Datendiebstahl, zum anderen allerdings eine Angriffsfläche für Hacker. Auch werden die Daten nicht immer lokal, sondern in einigen Fällen bei Drittanbietern gespeichert oder selbigen Zugriff auf Nutzerdaten gegeben. Verschlüsselungsstandards können diese Risiken abschwächen. Weitere Kritikpunkte sind die teilweise verhältnismäßig hohen Kosten oder der allgemeine Markt. So kann es zu der verwendeten digitalen Lösung beispielsweise nach einigen Jahren aus verschiedenen Gründen keine Updates mehr geben. Zusätzlich gelten analoge Laborjournale häufig als einfacher zu nutzen, zumal sie keine Einarbeitungszeit benötigen.

## Software für elektronische Laborbücher
Der Markt für elektronische Laborbücher ist groß, zurzeit sind über 80 verschiedene Software-Lösungen bekannt. Der ELN-Finder der Universitäts- und Landesbibliothek Darmstadt bietet eine strukturierte, durchsuchbare und filterbare Übersicht von derzeit über 40 unterschiedlichen elektronischen Laborbüchern.
Die folgende Tabelle bietet eine Übersicht zu ausgewählten elektronischen Laborbüchern. 
| Bezeichnung                | Anbieter                                                              | Lizenz                                 |
| -------------------------- | --------------------------------------------------------------------- | -------------------------------------- |
| CERF                       | Lab-Ally LLC                                                          | Proprietär                             |
| Chemotion ELN / LabIMotion | Chemotion (free ware) (Karlsruhe Institut für Technologie), NFDI4Chem | GNU Affero General Public License v3.0 |
| Colabra                    | Colabra Inc.                                                          | Proprietär                             |
| eLabFTW                    | Nicolas Carpi                                                         | GNU Affero General Public License v3.0 |
| iLES                       | iVention                                                              | Proprietär                             |
| Kadi4Mat                   | Karlsruher Institut für Technologie                                   | Apache License 2.0                     |
| Labfolder                  | Labforward GmbH                                                       | Proprietär                             |
| LabTwin                    | LabTwin GmbH                                                          | Proprietär                             |
| NOMAD Oasis                | FAIRmat, FAIR-DI, NOMAD Lab, NOMAD CoE                                | Apache License 2.0                     |
| openBIS                    | ETH Zürich                                                            | Apache License 2.0                     |
| RSpace                     | Research Space                                                        | GNU Affero General Public License v3.0 |
| SciNote                    | SciNote LLC                                                           | Mozilla Public License 2.0             |